# Parti national démocratique (Salvador)
Pour les articles homonymes, voir Parti national démocratique.
Le Parti national démocratique (Partido Nacional Democrática) était un parti politique salvadorien qui a existé de 1913 à 1931. Le parti a occupé le pouvoir de 1913 à 1931 à une époque du Salvador connue sous le nom de dynastie Meléndez-Quiñónez. Le pays est surnommé la « république du café » pendant le règne du PND en raison de la forte dépendance du pays à l'égard des exportations de café. Il était le seul parti politique du pays.
Le parti n'a pas participé aux élections générales de 1931 puisque le président Pío Romero Bosque n'a pas désigné de successeur comme l'avaient fait ses prédécesseurs. Il est dissous à la suite du coup d'État de 1931 lorsque tous les partis politiques ont été interdits.